# ピーター・ホー
ピーター・ホー（Peter Ho, 1975年9月13日 - ）は、台湾で活動する俳優、歌手。アメリカ合衆国カリフォルニア州ロサンゼルス出身。身長185cm。本名は何 潤東（か じゅんとう、ハー・ルンドン）。既婚。

## 来歴
1975年9月13日にアメリカ・ロサンゼルスで生まれる。両親は香港人で、幼少期に台湾へ移住。
13才でカナダに留学。学生時代はオンタリオ・カレッジ・オブ・アート・アンド・デザインで学び、カラオケバーでレコード契約を申し出られた後、歌手としてのキャリアを始めた。
台湾でスカウトされ、1994年に映画『バタフライ・ラヴァーズ』で俳優デビュー。1999年に香港映画『真心話』に主演し、注目を集めた。
日本では映画『T.R.Y.』や『着信アリ2』に重要な役柄で出演し、2003年に映画『劇場版 仮面ライダー555 パラダイス・ロスト』でレオ / 仮面ライダーサイガ役を演じ、シリーズ初の「外国人が演じる仮面ライダー」として話題になった。なお、ピーター自身も幼少期に『仮面ライダーV3』を見ていたなど、仮面ライダーへの造詣は深い。
歌手としても活動しており、1998年にデビューアルバム『Miss You Love』をリリースして以降、6枚のアルバムをリリースした。
2016年3月10日、自身の新浪微博で一般女性との結婚を発表した。

## 出演

### 映画
- バタフライ・ラヴァーズ（1994年）
- 真心話（1999年）
- 狼たちの伝説 亜州黒社会戦争（2002年）
- T.R.Y.（2002年）
- 劇場版 仮面ライダー555 パラダイス・ロスト（2003年） - レオ 役
- 着信アリ2（2005年）
- DNAがアイ・ラブ・ユー （基因決定我愛你）（2007年、台湾）
- ソフィーの復讐（2009年、中国・韓国）
- 一分間だけ（2014年、台湾・日本）
- モンキー・マジック 孫悟空誕生（2014年、香港・中国）
- 修羅の剣士（中国語版）（2016年、香港・中国）
- お花畑から来た少年[4]（花甲大人轉男孩）（2018年）
- 為你寫詩（2018年）
- カンフー・モンスター（2018年、香港・中国）

### ドラマ
- グリーン・デスティニー 電視版（2001年）
- Happiness（2001年）
- 風雲（2002年）
- 続・風雲（2002年）
- 星が輝く夜に（2002年）
- 1メートルの光（2003年）
- 四大名捕（2003年）
- 玉観音（2003年）
- 原味の夏天（2003年）
- 又見橘花香（2003年）
- 奇蹟（2003年）
- 十八羅漢（2003年）
- エーゲ海の恋（2004年） - 黎耀翔 役
- 風雲2（2004年）
- 始皇帝暗殺 荊軻（2004年）
- 中華一番!（原作：小川悦司『中華一番!』）（2005年） - 阿飛 役
- ピンポン（2005年）
- 中華英雄（2005年）
- 風の舞う場所（2005年） - 江鵬 役
- 白い恋人たち (2005年)
- 夜半歌声 (2005年) - 宋丹平 役
- 楊家将伝記 兄弟たちの乱世（2006年） - 楊四郎 役
- Men & Legends メン アンド レジェンド（2007年）
- 梁山伯與祝英台（2007年） - 梁山伯 役
- 上海タイフーン（2008年） - 曹飛 役
- 三国志 Three Kingdoms（2009年） - 呂布 役
- 泡沫の夏（2010年） - 歐辰 役
- 僕らはふたたび恋をする（2011年） - 任家愷 役
- 項羽と劉邦 King's War（2012年） - 項羽 役
- 恋せよ姐GO!（2013年） - 歐陽城 役
- 彼女たちの恋愛時代（2014年） - 宮洺 役
- 蘭陵王妃（2016年） - 呉明徹 役
- 月に咲く花の如く（2017年） - 呉聘 役
- 翻牆的記憶（2019年） - 高毅 役
- 剣王朝 〜乱世に舞う雪〜（2019年） - 梁驚夢 役
- 飛狐外伝 レガシー・オブ・ヒーロー（2022年）
- 浮図縁～乱世に咲く真実の愛～（2022年）
- 恋心が芽吹く頃〜Blooming Days〜（2023年）
- テレサ・テン 歌姫を愛した人々（2024年） - 汪仲文（ワン・ジョンウェン） 役

### DVD
- Shooting（2006年）

## 音楽

### アルバム
- I WANT TO TELL YOU 2007年9月12日 日本版発売